# Северовосточные гималайские субальпийские хвойные леса
Северовосточные гималайские субальпийские хвойные леса — экорегион на юго-востоке Тибета и северо-востоке Индии.

## Описание

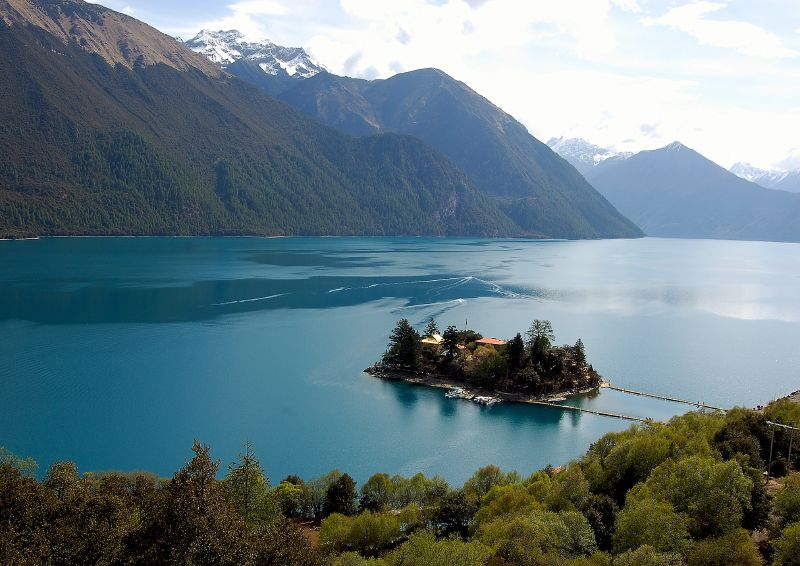
Хвойные леса близ Пагсум

Северовосточные гималайские субальпийские хвойные леса занимают площадь 46300 квадратных километров в восточной части Гималаев, на высоте 2500 — 4200 метров над уровнем моря. Они расположены на границе Тибета и индийского штата Аруначал-Прадеш. Они также встречаются в так называемых «внутренних долинах», которые защищены от муссонов Южной Азии горными хребтами, но все ещё получают достаточно осадков.
На больших высотах этот экорегион граничит с Восточногималайскими альпийскими лугами и кустарниками, а на меньших — с Восточногималайскими лиственными лесами.

## Флора

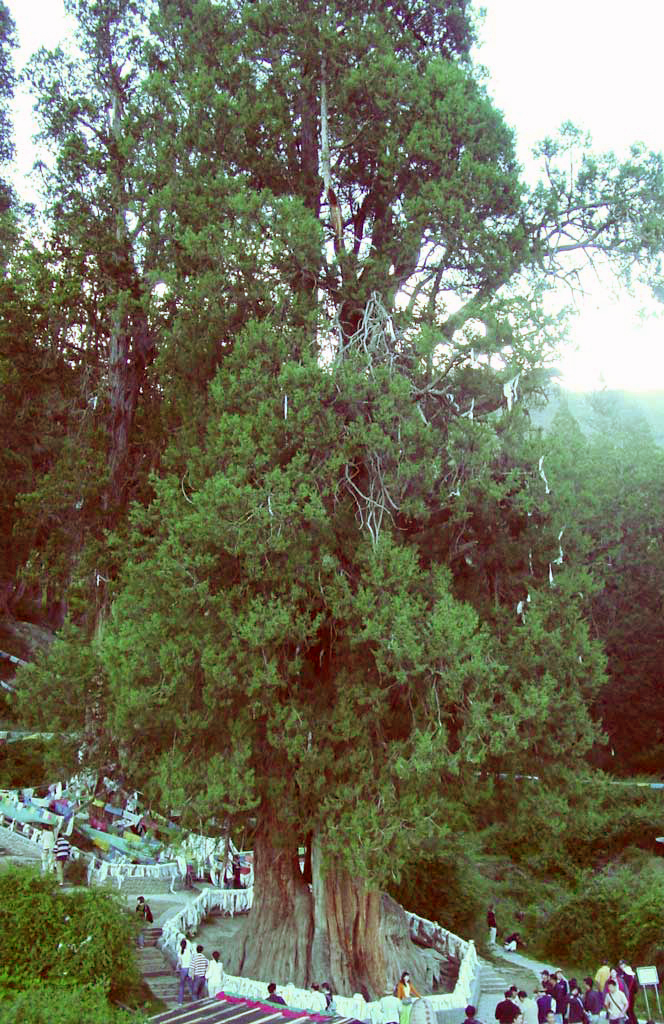
Cupressus gigantea в регионе

Преобладающими видами деревьев являются Tsuga dumosa, Picea smithiana и виды рода Пихта (Abies). Реже встречаются Larix griffithii, Larix potaninii, Сосна гималайская (Pinus wallichiana), Тис ягодный (Taxus baccata). На границе леса растут различные можжевельники: Juniperus indica, Можжевельник повислый (Juniperus recurva), Juniperus Squamata.
Среди хвойных деревьев часто встречается Берёза полезная (Betula utilis). Другие широколиственные растения представлены видами родов клён (Acer), магнолия (Magnolia), Рябина (Sorbus), Калина (Viburnum) и семейств Лавровые (Lauraceae) и Aralliaceae.

## Фауна
В этом регионе водятся малая панда (Ailurus fulgens), кабарга (Moschus moschiferus), гималайский горал (Naemorhedus baileyi), такин (Budorcas taxicolor), белогрудый медведь (Ursus thibetanus) и леопард (Panthera pardus).
Среди птиц распространены тибетский ушастый фазан (Crossoptilon harmani), белый ушастый фазан (Crossoptilon crossoptilon) и большой бабакс (Babax waddelli).

## Охрана природы
Этот экорегион, в основном, расположен в недоступной малонаселённой местности.

## См.также
- Экологические регионы Бутана